# USS Gamble (DD-123)
L'USS Gamble (DD-123 / DM-15) est un destroyer (plus tard mouilleur de mines) de la classe Wickes en service dans la Marine des États-Unis pendant la Seconde Guerre mondiale. Il fut l'unique navire nommé en l'honneur des frères Peter Gamble et John M. Gamble. 
Sa quille est posée le 12 novembre 1917 au chantier naval Newport News Shipbuilding de Newport News, en Virginie. Il est lancé le 11 mai 1918, parrainé par Mme Evelyn H. Jackson (parent du secrétaire de la Marine Josephus Daniels), et mis en service le 29 novembre 1918 sous le commandement du commander H. J. Abbett. 

## Historique

### Entre-deux-guerres
Sa formation l’emmène aux caps de Virginie, avant de rejoindre au début de 1919 la flotte pour les manœuvres dans les eaux cubaines. Il est ensuite basé en Nouvelle-Angleterre jusqu'en juin 1919, date à laquelle il est affecté à la flotte du Pacifique. Le Gamble atteint sa nouvelle base à San Diego le 7 août 1919, mais est placé dans la réserve au Mare Island Navy Yard le 1er décembre 1919. 
Il est remis en service pour la première fois en octobre 1920 et utilisé comme navire-école pour les réservistes tout en opérant avec la Force de bataille, avant d'être à nouveau mis hors service le 17 juin 1922. 
Le Gamble est remis en service pour la deuxième fois le 24 mai 1930. Le 13 juin, il est reclassé comme mouilleur de minex léger (désignation DM-15) et converti au Mare Island Navy Yard. Une fois la conversion terminée, celui-ci déménage à Pearl Harbor, où il devient en juillet navire amiral du Mine Squadron 2. Plus tard, il sert en tant que navire amiral des Mine Division 1 et Mine Squadron 1. Il patrouille dans les eaux hawaïennes afin d'instruire les réservistes dans la guerre des mines et sert comme Pedro et radio-pisteur pour les hydravions, participant chaque année à l'état de préparation de la flotte et aux Fleet problem jusqu'à son retour à San Diego où il est désarmé une nouvelle fois le 22 décembre 1937.  
Remis en service le 25 septembre 1939 alors que l'Europe est plongée dans la Seconde Guerre mondiale, le mouilleur de mine rejoint la Mine Division 5 dans des tâches de patrouille depuis San Francisco. En avril 1941, il rejoint Pearl Harbor pour une patrouille de préparation à la guerre dans les eaux hawaïennes en tant qu'unité de la Mine Division 2. 

### Seconde Guerre mondiale
Le Gamble est amarré au poste D-3 du Middle Loch (se trouvant à l'extrémité nord de la ligne de destroyers) lorsque les Japonais attaquent Pearl Harbor le 7 décembre. Celui-ci ouvre le feu avec ses mitrailleuses de 0,50 pouce à 7 h 58, visant des avions japonais volant directement au-dessus de lui. Après l'attaque, il mène une patrouille ASM et rejoint dans la soirée le porte-avions Enterprise où il sert d'écran. À la mi-février 1942, il se dirige vers le sud dans l'escorte pour un convoi à Pago Pago, Samoa, puis a rejoint le Ramsay pour poser un champ de mines au large de Tutuila. Fin mars, les deux mouilleurs naviguent vers les îles Fidji pour poser un champ de mines dans les eaux de Nadi du 7 au 14 avril. De retour à Pearl Harbor pour un armement plus lourd, le Gamble aide à protéger les convois à Midway pendant la durée de cette bataille cruciale et historique, puis se dirige vers le sud avec les Breese et Tracy pour poser un champ de mines défensif à l'entrée de Second Channel, à Espiritu Santo, dans les Nouvelles-Hébrides. 
Le 27 août 1942, le Gamble rejoint une unité opérationnelle dirigée vers Guadalcanal. Bien que désigné comme destroyer-mouilleur de mines, le vieux vaisseau porte toujours un équipement anti-sous-marin. Le matin du 29 août, lorsque ses vigies repère un sous-marin ennemi, celui-ci entre immédiatement en action. Après plusieurs attaques de charges en profondeur, le Gamble traverse une grande marée noire, localise des planches de pont et observe une grosse bulle d'air remonter en surface. Le sous-marin I-123 sera identifié plus tard, dont la radio avait signalé « une forte attaque ennemie ». La même après-midi, il rejoint à toute vitesse l'île de Nura où il sauve quatre aviateurs abattus du porte-avions Saratoga. Poursuivant son aide dans la lutte pour Guadalcanal, le navire transporte 158 Marines sur l'île le 31 août, patrouille le long de Lunga Roads, puis le 5 septembre, assiste l'USS William Ward Burrows en l'escortant à Espiritu Santo, aux Nouvelles-Hébrides. Ses tâches de patrouille, d'escorte et de transport se poursuivent jusqu'à la victoire américaine à la bataille de Guadalcanal. 
L'une des missions les plus réussies du Gamble s'est déroulée dans la nuit du 6 mai 1943, lorsqu'il pose en compagnie des Preble et Breese 250 mines à travers le détroit de Blackett, à l'entrée ouest du golfe de Kula. Ce champ de mines a vite porté ses fruits. Dans la nuit du 7 au 8 mai, quatre destroyers japonais d'un Tokyo Express ont pénétré dans les mines. Le Kuroshio coule immédiatement, les Oyashio et Kagero sont endommagés et le Michishio est déployé pour leurs portés assistance. Des Coastwatchers repèrent les navires japonais en difficulté et font appel aux avions alliés. Les deux destroyers endommagés sont coulés et le Michishio contraint de se retirer. 
Le 30 juin 1943, lors de l'invasion de la Nouvelle-Géorgie, le Gamble pose une série de mines au-dessus de la tête de pont, avant de retourner à Tulagi. En juillet, il rejoint les États-Unis pour une révision, avant de reprendre la mer vers l'ouest le 20 septembre 1943. Ses fonctions de pose de mines l'emmènent dans la baie de l'Impératrice-Augusta du 1er au 2 novembre 1943 pour soutenir les opérations de débarquement ; dans le détroit de Bougainville les 7–8 novembre ; la baie de Purvis (îles Florida) du 23 au 24 novembre. Il rejoint ensuite les îles des Nouvelles-Hébrides pour une escorte parmi les Salomon jusqu'à son retour à San Francisco le 12 octobre 1944. 
Après une révision et une formation, le Gamble quitte San Diego le 7 janvier 1945, via Hawaï et les Marshalls pour Iwo Jima qu'il atteint le 17 février, pour apporter un appui-feu aux différentes unités de ratissage des submersibles et pour exploser les mines flottantes. Au cours d'un bombardement, un coup direct sur un dépôt de munitions fait exploser un chargeur ennemi au pied du mont Surabachi. 
Le 18 février 1945, le Gamble est touché juste au-dessus de la ligne de flottaison par deux bombes de 250 livres. Les chaufferies sont immédiatement inondées et le navire part à la dérive. Cinq hommes sont tués, un est porté disparu disparu et huit autres blessés. Alors que les Marines prennent d'assaut les rives d'Iwo Jima le lendemain, le Gamble est remorqué par le Dorsey, puis le LSM-126 jusqu’à Saipan qu'il atteint le 24 février. 
Cependant, à ce stade de la guerre, les vieux navires flush-deck sont de plus en plus obsolètes, et il est décidé de ne pas le réparer. Retiré du service le 1er juin 1945, le Gamble est sabordé au large du port d'Apra, à Guam.

## Décorations et hommages
Le Gamble  a reçu sept battles star pour son service pendant la Seconde Guerre mondiale.